# Mohamedia (délégation)
Mohamedia est une délégation tunisienne dépendant du gouvernorat de Ben Arous.
En 2004, elle compte 46 613 habitants dont 23 832 hommes et 22 781 femmes répartis dans 9 546 ménages et 11 110 logements.